# Biserica Buna Vestire din Lipova

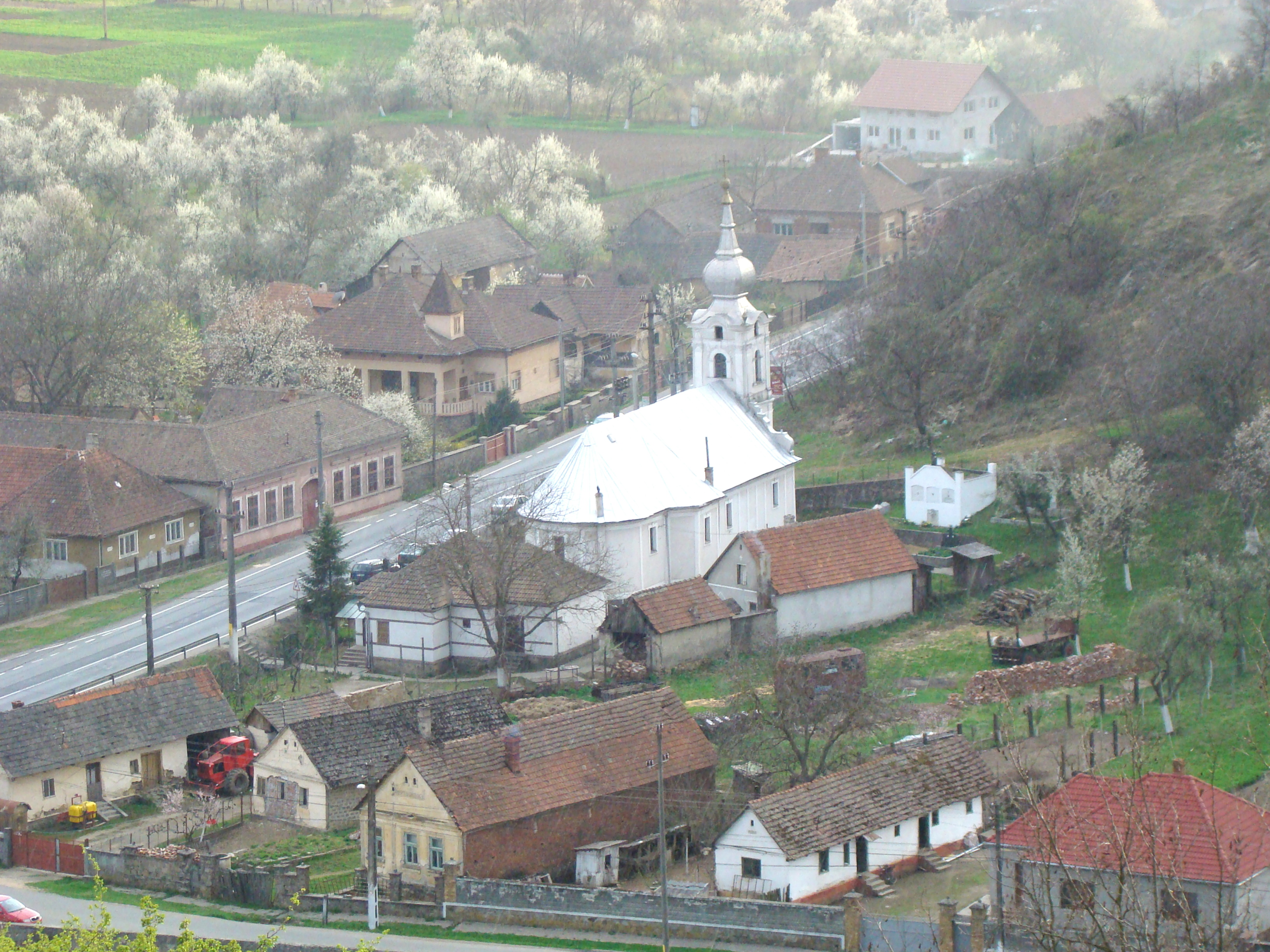
Biserica „Buna Vestire” din Lipova, județul Arad, foto: aprilie 2012.

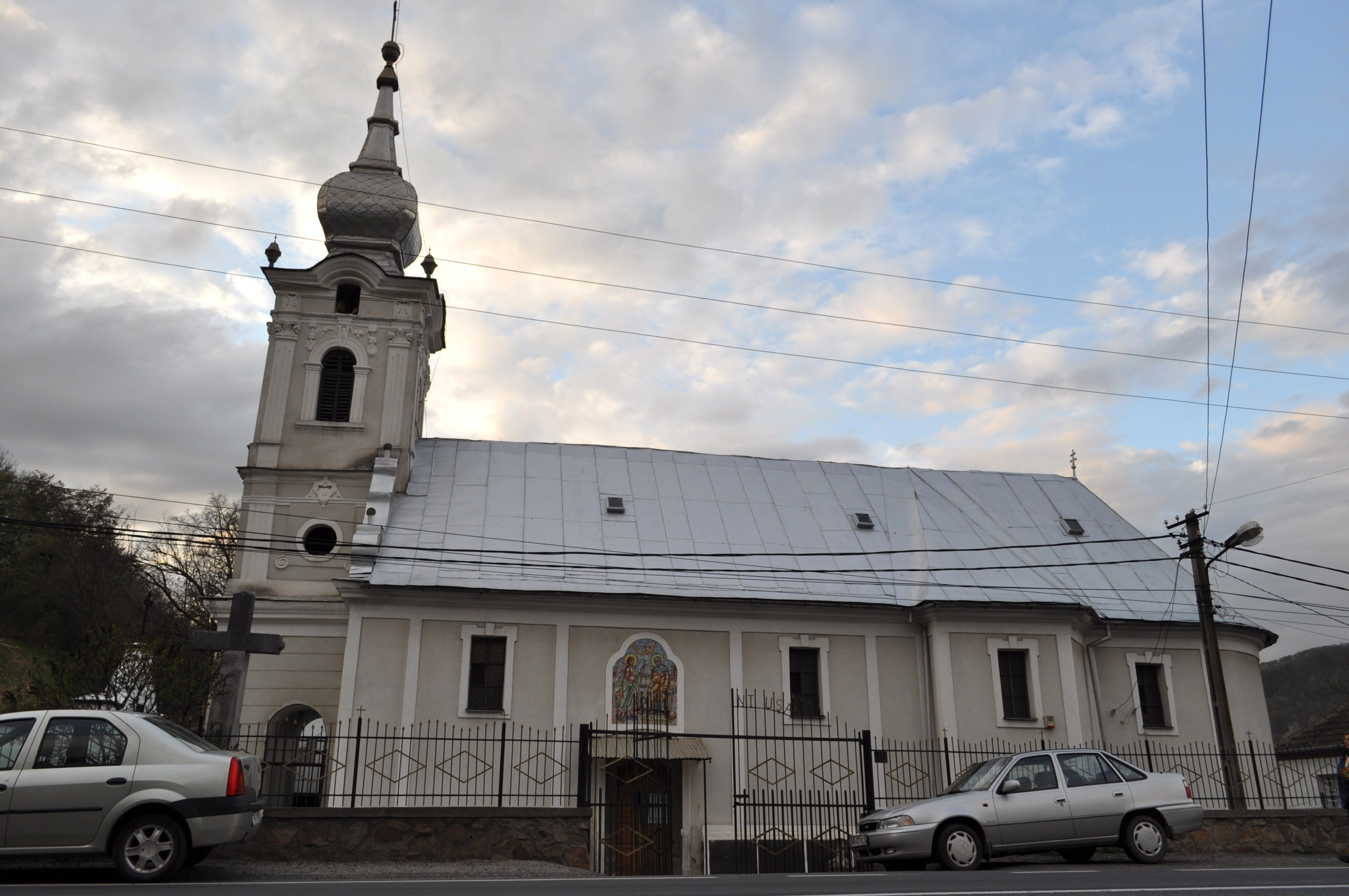
Biserica „Buna Vestire” din Lipova, județul Arad, foto: aprilie 2012.

Biserica „Buna Vestire” este una dintre cele două biserici ortodoxe din Lipova care figurează pe noua listă a monumentelor istorice sub codul LMI: cod LMI AR-II-m-B-00617. A fost construită în anul 1792.

## Istoric și trăsături
Biserica, cu hramul „Buna Vestire”, zidită în anul 1792, a fost sfințită în ziua hramului de către episcopul ortodox sârb al Aradului Pavel Avacumovici. Iconostasul, remarcabilă operă de artă religioasă, a fost pictat de pictorul bănățean Nicolae Popescu în anul 1875. Importante reparații interioare și exterioare s-au făcut în anul 1932, ca urmare a revărsării Mureșului. În 1966 a fost realizată pardoseala din ciment, iar în anul 1966 a fost acoperită cu tablă zincată. Deoarece a fost afectată de inundațiile catastrofale ale Mureșului din anii 1970 și 1975, au avut loc alte lucrări de reparații: în anul 1977 (când este înzestrată cu uși și geamuri noi de stejar); 1982-1983 (tencuită din nou în interior și zugrăvită în exterior). În anul 1989 a fost pictat interiorul în tehnica tempera de către pictorul bisericesc Matei Gheorghe.

## Imagini

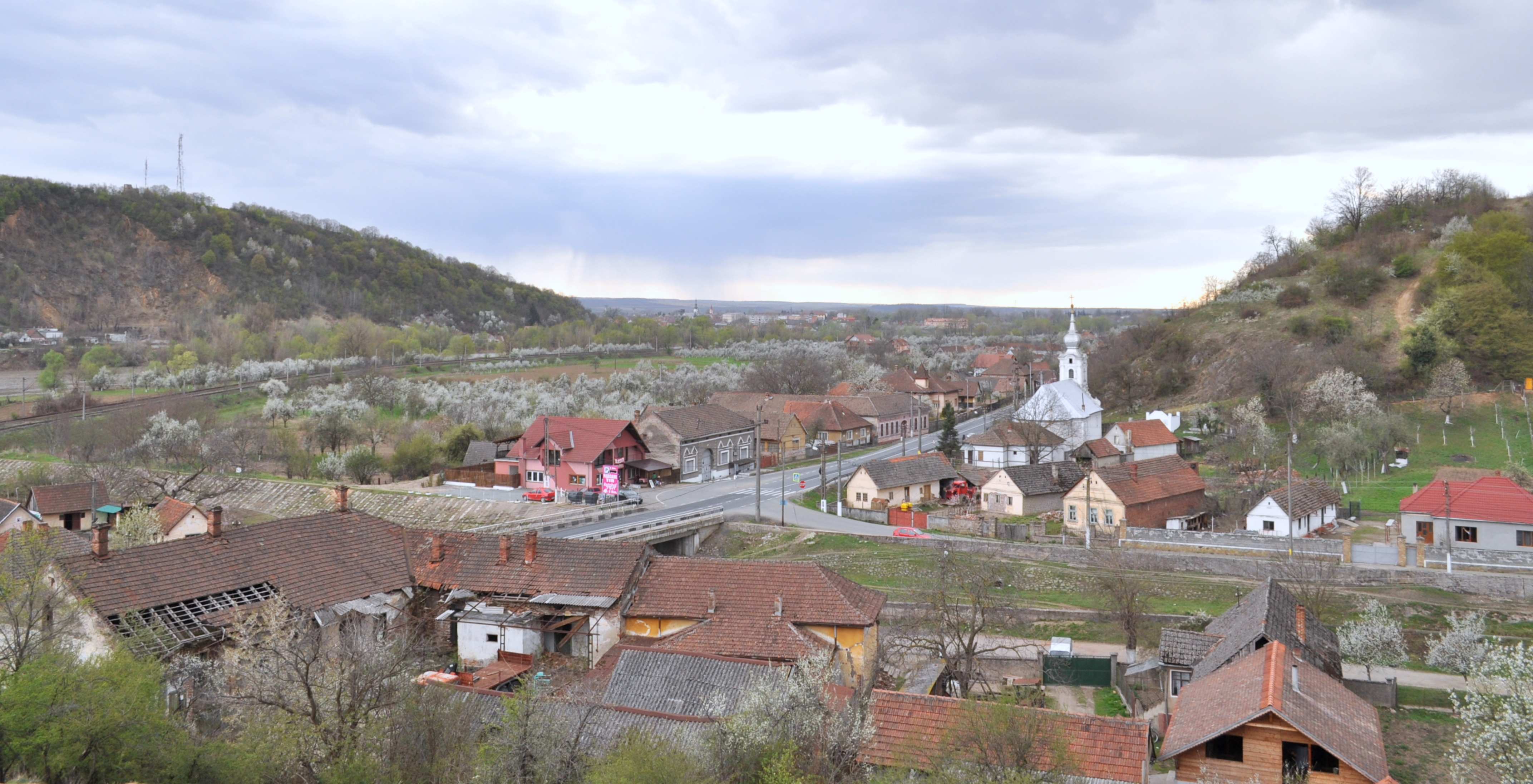
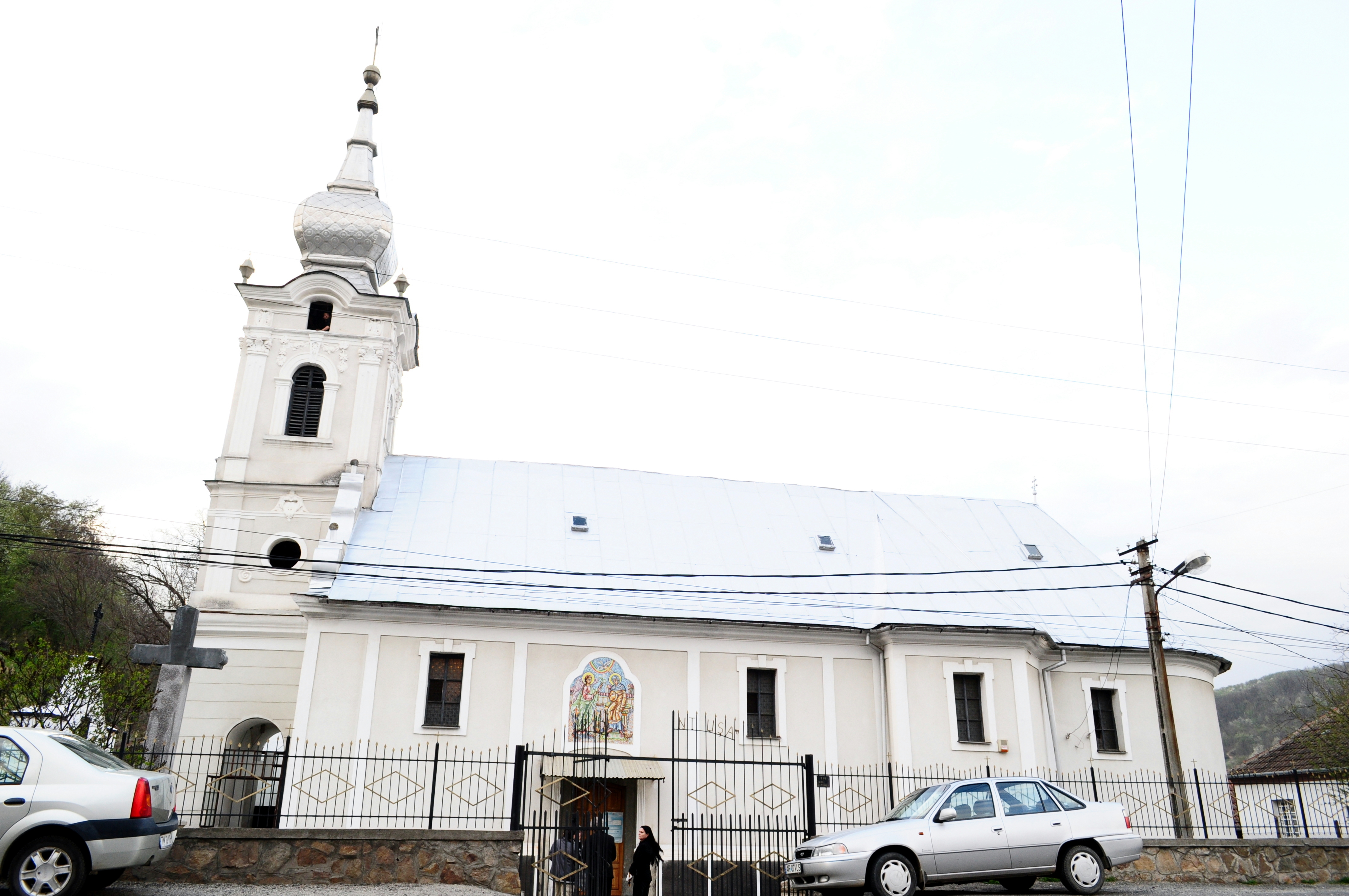
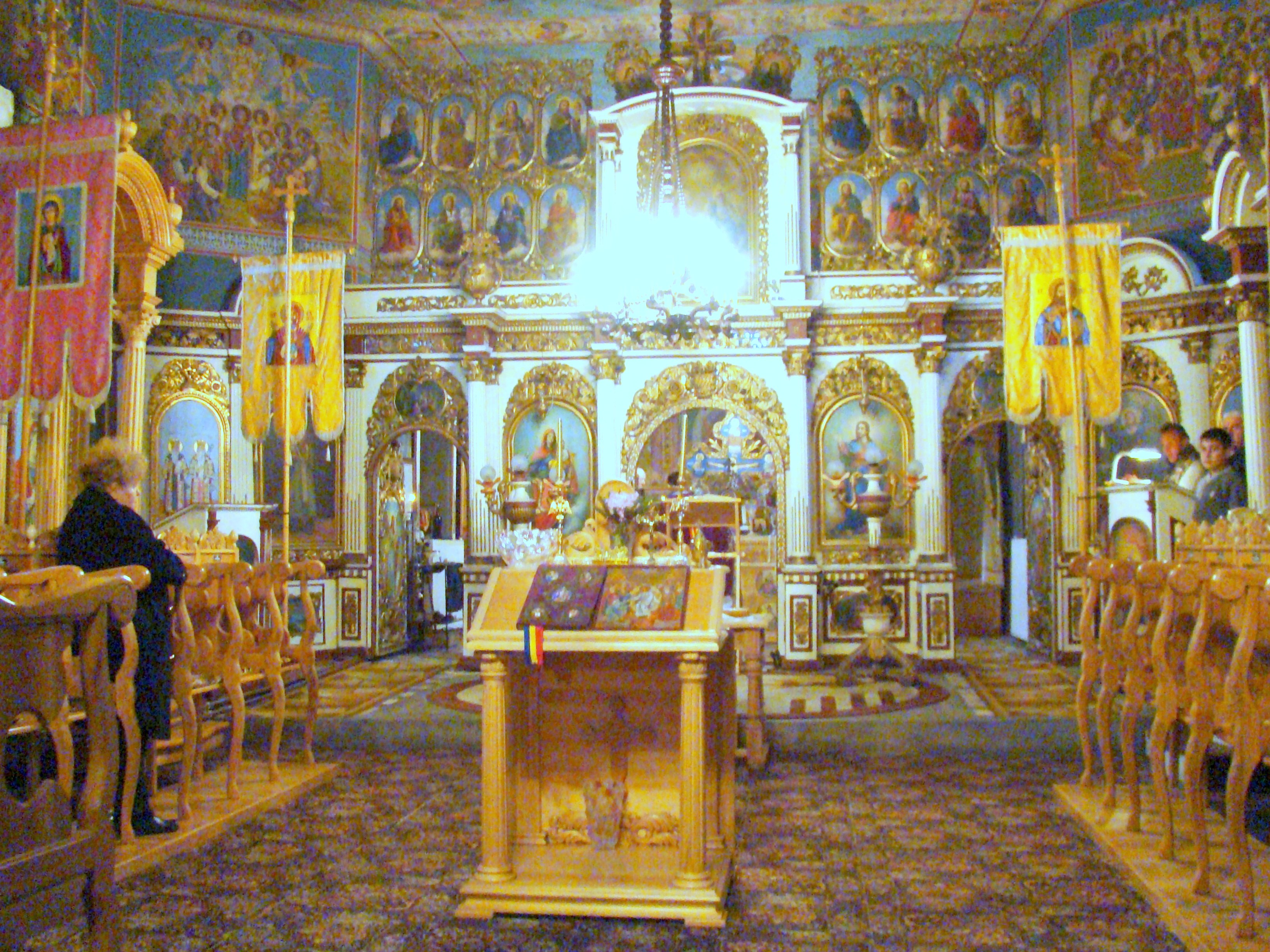
Iconostasul
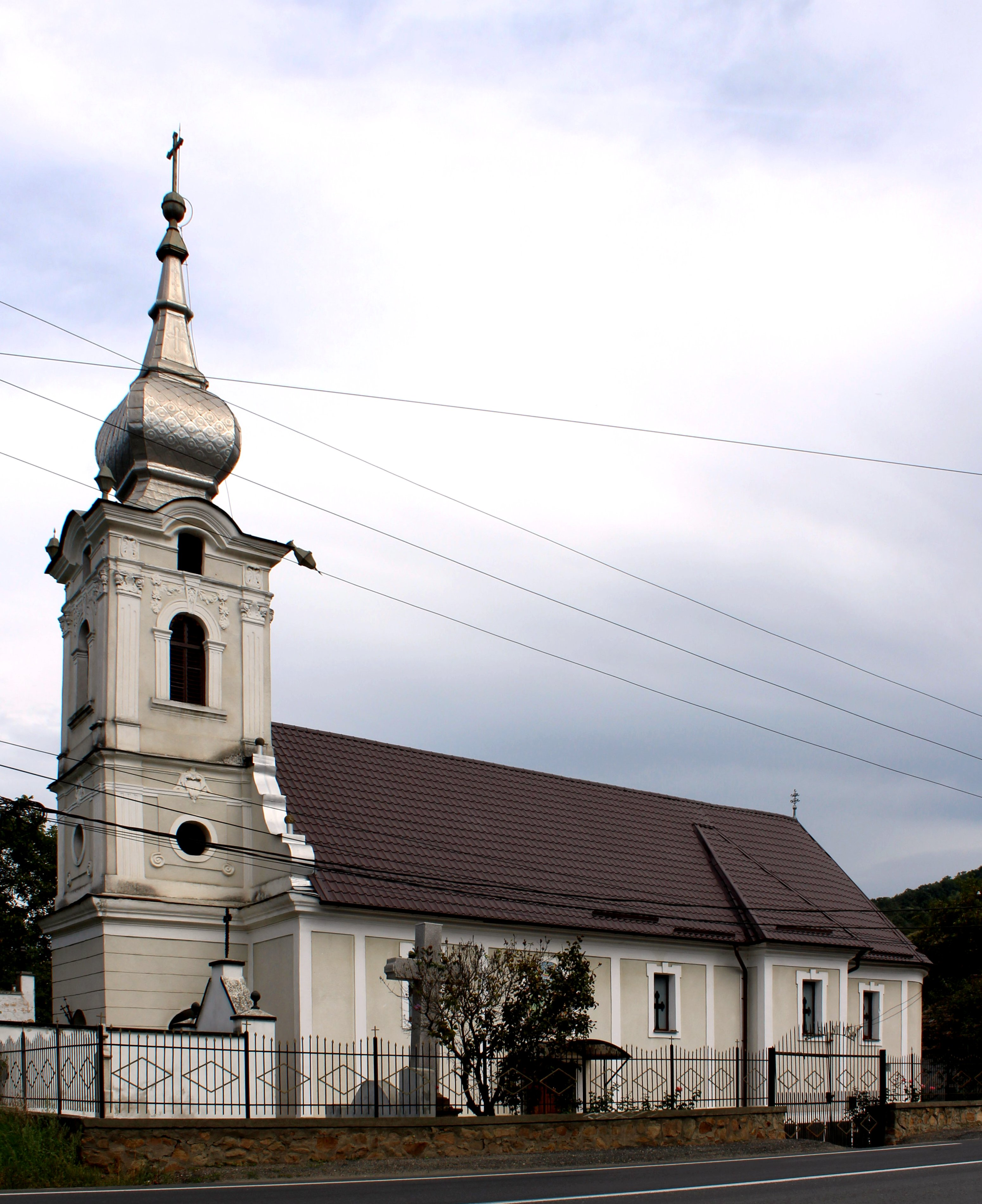
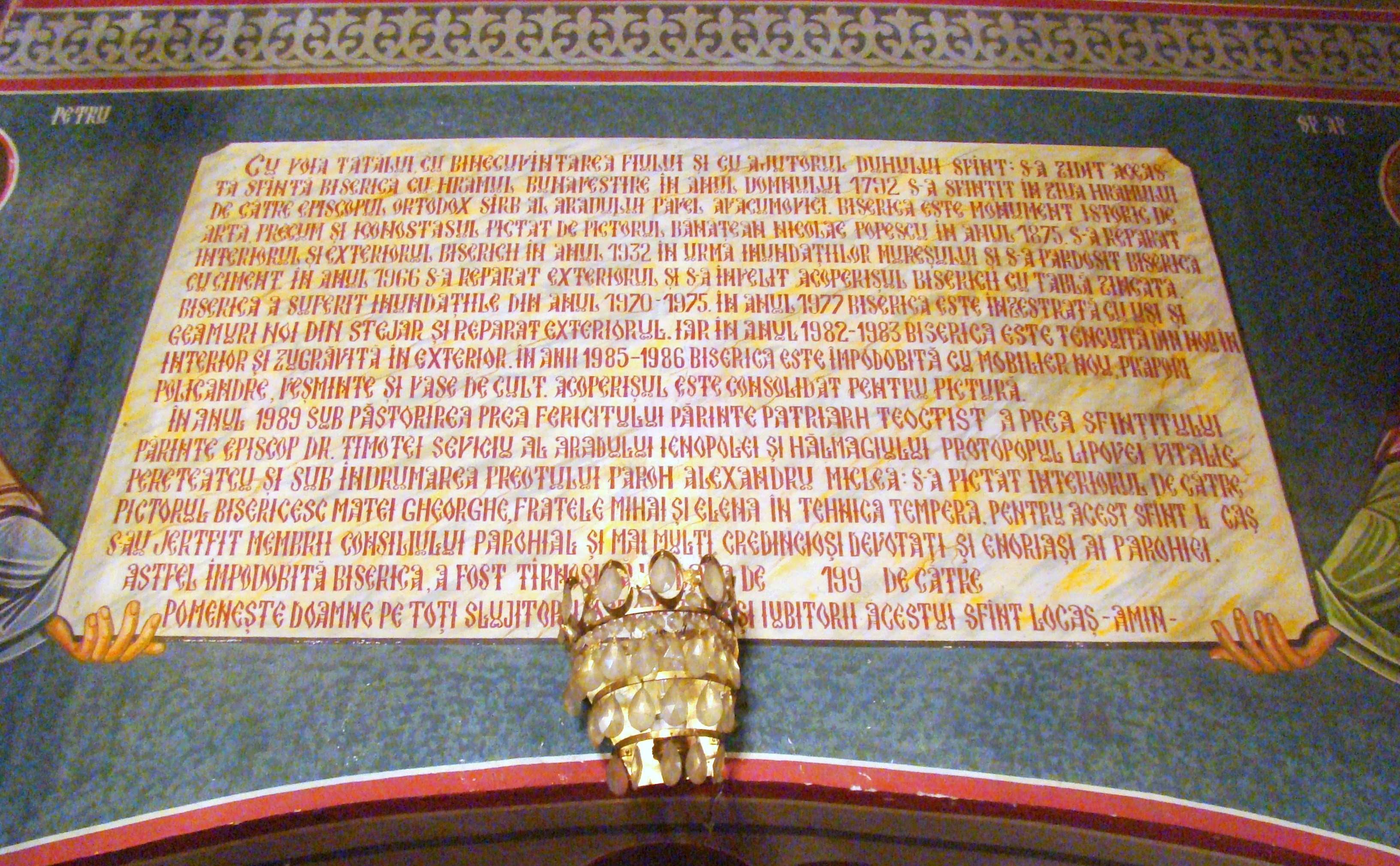
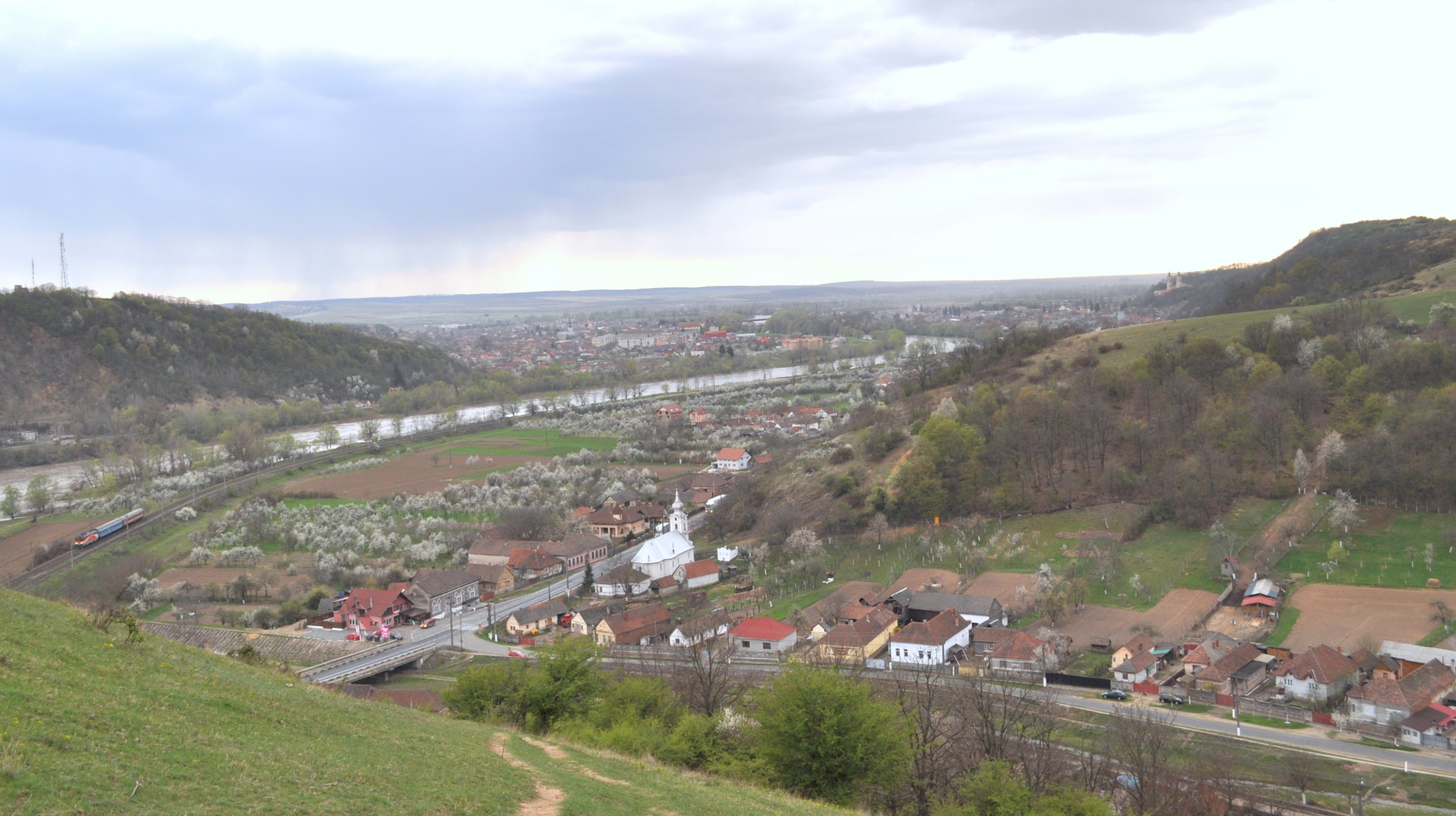